# Winter X Games Europe III
I Winter X Games Europe III sono stati la terza edizione della manifestazione organizzata dalla ESPN, si sono svolti dal 14 al 16 marzo 2012 a Tignes, in Francia.

## Risultati

### Snowboard
| Evento | Evento     | Oro            | Argento         | Bronzo             |
| Uomini | Slopestyle | Shaun White    | Mark McMorris   | Eric Willet        |
| Uomini | Superpipe  | Shaun White    | Louie Vito      | Jurij Podladčikov  |
| Donne  | Slopestyle | Jamie Anderson | Spencer O'Brien | Enni Rukajärvi     |
| Donne  | Superpipe  | Kelly Clark    | Elena Hight     | Kaitlyn Farrington |

### Freestyle
| Evento | Evento     | Oro                 | Argento      | Bronzo          |
| Uomini | Slopestyle | Bobby Brown         | Tom Wallisch | Andreas Håtveit |
| Uomini | Superpipe  | Torin Yater-Wallace | Thomas Krief | David Wise      |
| Donne  | Slopestyle | Kaya Turski         | Anna Segal   | Dara Howell     |
| Donne  | Superpipe  | Rosalind Groenewoud | Devin Logan  | Anaïs Caradeux  |

## Medagliere
| Pos.   | Paese       | Oro | Argento | Bronzo | Totale |
| ------ | ----------- | --- | ------- | ------ | ------ |
| 1      | Stati Uniti | 6   | 4       | 3      | 13     |
| 2      | Canada      | 2   | 2       | 1      | 5      |
| 3      | Francia     | 0   | 1       | 1      | 2      |
| 4      | Australia   | 0   | 1       | 0      | 1      |
| 5      | Finlandia   | 0   | 0       | 1      | 1      |
| 5      | Norvegia    | 0   | 0       | 1      | 1      |
| 5      | Svizzera    | 0   | 0       | 1      | 1      |
| Totale | Totale      | 8   | 8       | 8      | 24     |